# البطين (الرياض)

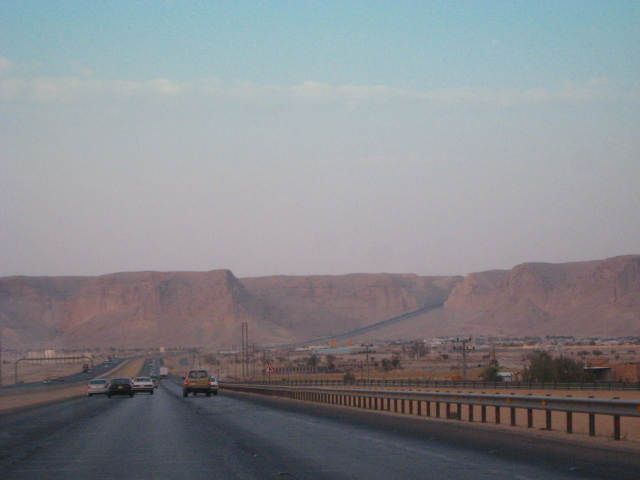
طريق الرياض - مكة بالقرب من المزاحمية حاضرة وادي البطين.

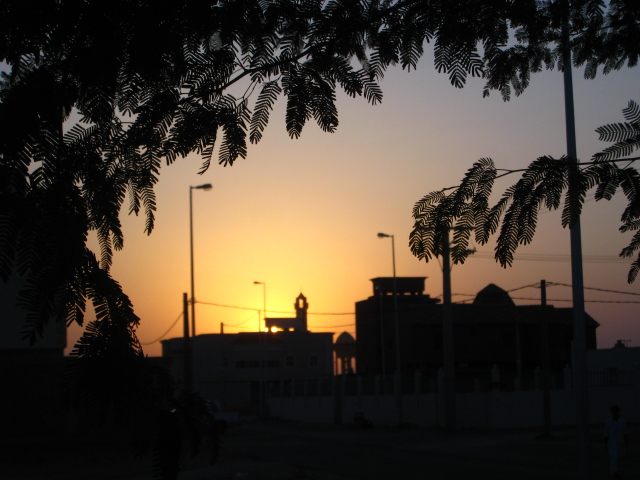
المزاحمية

البطين وادٍ واسع منبسط مثلث الشكل يقع إلى الغرب مباشرة من العاصمة السعودية الرياض، تحت السفح الغربي لجبل طويق. وهو يشكل في الواقع بداية وادي الأوسط (ملْك قديماً) ووادي لحا (أو شعيب لحا)، الذين يخترقان جبل طويق بشكل كامل من الغرب إلى الشرق حيث يصبان في منطقة الخرج. ويحد البطين من الشمال الوشم ومن الجنوب الحائر ومن الغرب نفوذ قنيفذاء وتبراك ومن الشرق جبال طويق. ومع التوسع العمراني الراهن، أصبح البطين شبه ملاصق للعاصمة الرياض ويتكون البطين قديما من عدة بلدان وقصور اشهرها (البلاد وهي ضرماء حاليا)
والمزاحمية وفيهق والقرينة وشخيب والقبالي وجو والغطغط وقصور آل مقبل وقصر عبد الله وقصر ابن عمران والبليده وقصور ال عمران وقصور ومزارع أخرى متناثرة في وادي البطين الواسع اما الآن فلم يعد يفصل بلدة الوسطى (قصور آل مقبل) عن أحياء الرياض سوى 6 كيلومترات بعد أن كانت المسافة التي تفصلهما تقرب من 60 كيلا يقطعها المسافر الراجل في نهار كامل. وكان البطين يسمى في القديم بوادي القرقرى ووادي ثمامة ويسكنه أسر من تميم وقحطان نزحت من جنوب الجزيرة العربية واستوطنت ومن سبيع التي تسكن كذلك مناطق جنوب نجد وبادية نزلوا الهجر.
يقول الحطيئة:
بذي قرقرى إذ اشهد الناس حولنا ***** فأسديت ما أعيى بكفيك ناثـره
و يقول آخر:
ألا هل اشم الخزامى ونظرة ***** إلى قرقرى قبل الممات سبيل
فاشرب من ماء الحجيلاء شربة ***** يداوى بها قبل الممات عليل
و الحجيلاء تسمى اليوم بحجلة وهي مورد ماء ينبع من وسط جبال طويق كان سكان البطين يروون منه سابقا. ولا زال ماءه ينبع حتى اليوم.
و يربط بين البطين والرياض درب مشهور يقال له درب أبا القد وهو درب للمشاة والبهائم استعمل قديما لصعود جبال طويق والنزول منها.أما اليوم فهناك طريقان للمركبات يشقان جبال طويق شقا. الأول طريق الحجاز ويدخل البطين عبر نزلة القدية بمحاذاة قصور آل مقبل والآخر طريق الرياض - شقراء ويدخل البطين عبر منفذ ديراب عبر نزلة تدعى نزلة ديراب. ويتقاطع الطريقان في نقطتين، عند قصور آل مقبل وكذلك عند ظلم التي تبعد عن الرياض زهاء 500 كلم.
تكثر فيه البساتين ومزارع النخل، ولا يزال يحوي منتجعات يذهب إليها بعض سكان الرياض. أشهر بلدانه ضرما أعتق حواضر البطين الواردة على لسان شعراء الجاهلية باسم قرما وإليها تنسب محافظة ضرما الجوفي والمزاحمية وهي أكبر حواضر البطين اليوم وأكثفها سكانا حيث يبلغون زهاء 45 ألف نسمة والغطغط أقوى هجر الإخوان ومنطلق الجيش الذي أخضع الحجاز للحكم السعودي ونساح الغني بالمياه الجوفية والتي يربطها طريق بري بالحريق. وتعتبر المنطقة عموما البوابة الغربية لإقليم العارض ومدينة الرياض، وتسمى أحياناً «بطين ضرما».
و يضم البطين عددا من الشعبان والريضان المعروفة في نجد مثل شعيب الحيسية المتفرع من وادي حنيفة وكذلك المحلية والخرارة والجفير وهن متنفسات معروفة لأهل المنطقة. إضافة لعدد من المزارع والبساتين والاستراحات.